# Pławsk
Pławsk – miasto w Rosji, w obwodzie tulskiego, nad rzeką Pława. W 2009 liczyło 16 200 mieszkańców.